# Le Parfum de la dame en noir (roman)
Pour les articles homonymes, voir Le Parfum de la dame en noir.
Le Parfum de la dame en noir est un roman de Gaston Leroux, paru en 1908. C’est le deuxième épisode des aventures de Joseph Rouletabille.

## Historique
Publié pour la première fois en quatorze livraisons dans le supplément littéraire de L'Illustration du 26 septembre 1908 au 2 janvier 1909, l'œuvre est simultanément parue en volume le 26 septembre 1908 chez Pierre Lafitte.

## Résumé

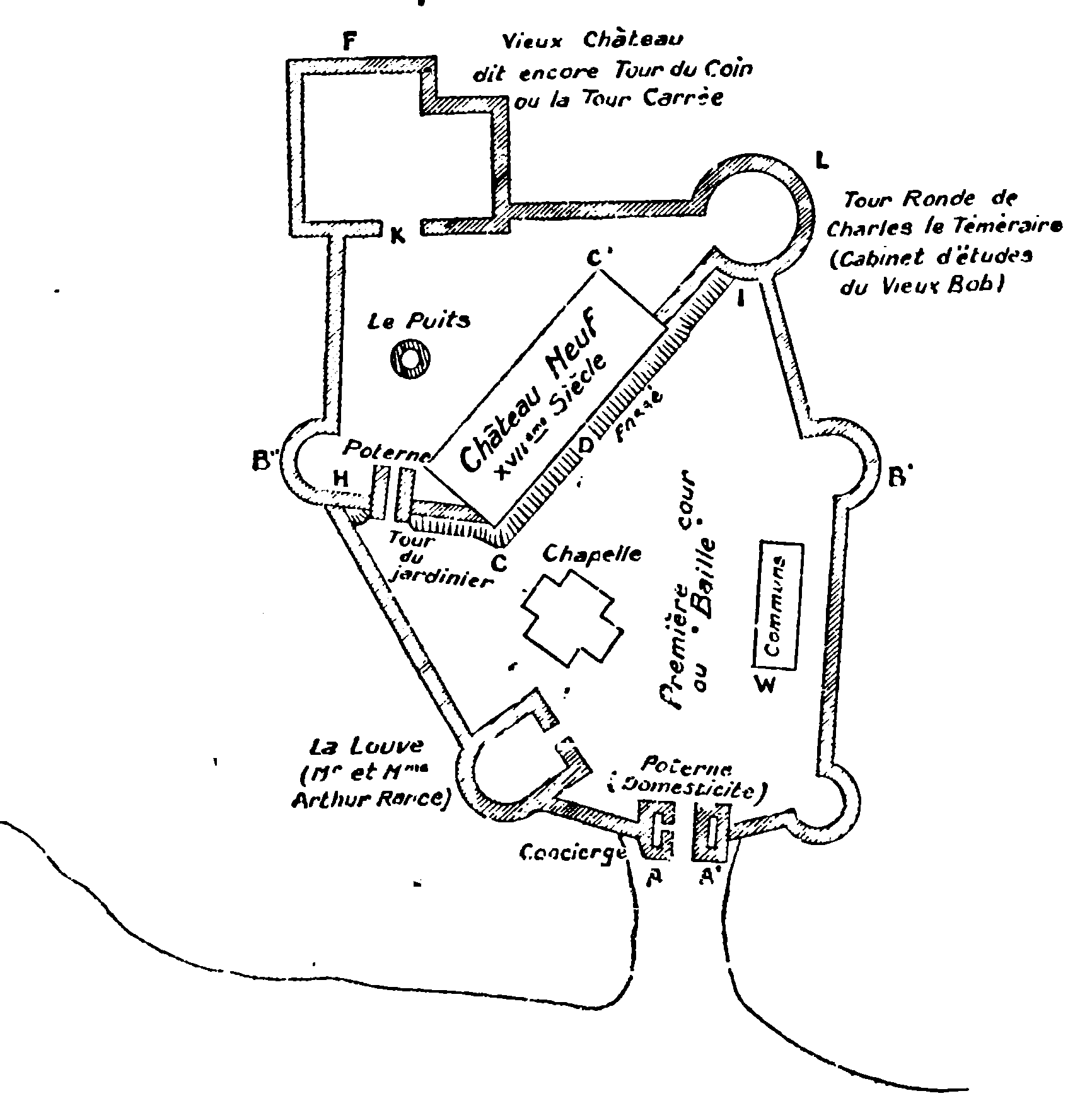

Pour éclaircir l'énigme dans Le Mystère de la chambre jaune, le jeune reporter Rouletabille a voyagé en Amérique, où il est remonté aux sources de sa propre enfance et au souvenir de la dame en noir, une belle inconnue au parfum unique qui venait à l'occasion rendre visite au pauvre orphelin qu'il fut jadis. Maintenant que le jeune reporter a démasqué le coupable et fait libérer Robert Darzac, le fiancé de Mlle Stangerson, les deux amoureux ont enfin pu se marier, ce qui a réuni presque tous les protagonistes du Mystère de la chambre jaune. 
Or, le terrible Ballmeyer, l'agresseur de la chambre jaune, court toujours et semble déterminé à nuire au bonheur des nouveaux mariés. Croyant avoir aperçu le bandit à plusieurs reprises pendant leur voyage de noces, ces derniers choisissent par prudence d'écourter leur séjour à l'étranger pour s'enfermer au Château des Rochers rouges, véritable forteresse qui domine le littoral méditerranéen. Le professeur Stangerson s'y trouve déjà avec des amis, les Rance, et sont presque aussitôt rejoints par Rouletabille, qui est flanqué de son ami Sainclair, le narrateur du récit.
Rouletabille sait maintenant que la dame en noir, sa mère et Mlle Stangerson sont la même personne. Il a également appris en Amérique que l'inspecteur Larsan, son adversaire lors de la résolution de l'énigme du précédent roman, est en fait le dangereux Ballmeyer et son propre père. Non sans appréhension, il découvre bientôt de multiples indices qui témoignent de la présence menaçante de l'escroc dans l'enceinte fortifiée du château. Les mesures de sécurité sont immédiatement renforcées, mais l'angoisse atteint son comble puisqu'en dépit de toute logique, Larsan fait soudainement irruption dans la chambre de Robert Darzac, le blesse grièvement et l'abandonne, plus mort que vif, au bord d'un gouffre. Déterminé à en finir une fois pour toutes, Rouletabille doit à nouveau se surpasser pour éclaircir ce mystère et mettre un terme au pouvoir de Ballmeyer.

## Adaptations au cinéma
- 1914 : Le Parfum de la dame en noir, film français muet de Maurice Tourneur
- 1931 : Le Parfum de la dame en noir, film de Marcel L'Herbier.
- 1949 : Le Parfum de la dame en noir, film de Louis Daquin.
- 2005 : Le Parfum de la dame en noir, film de Bruno Podalydès avec Denis Podalydès et Jean-Noël Brouté.